# Лорсанов, Мансур Магомедович
Лорсанов Мансур Магомедович (род. 8 марта 2000, Грозный) — российский дзюдоист, бронзовый призёр чемпионата Европы 2025 года, бронзовый призёр чемпионата России 2021 года, член сборной команды России по дзюдо, мастер спорта России. Выступает в весовой категории до 90 кг. Чемпион и призёр этапов Кубка Европы среди кадетов и юниоров. Бронзовый призёр первенств Европы среди юниоров 2018 и 2020 годов. Бронзовый призёр этапа взрослого Кубка Европы 2018 года в Оренбурге.
В 2017 году Лорсанов стал победителем летнего европейского юношеского Олимпийского фестиваля в Дьёре (Венгрия).

## Спортивные результаты
- Этап Кубка Европы среди кадетов 2017 (Берлин) — ;
- Этап Кубка Европы среди кадетов 2017 (Коимбра) — ;
- Первенство Европы среди юниоров 2018 (София) — ;
- Этап Кубка Европы среди юниоров 2019 (Берлин) — ;
- Этап Кубка Европы среди юниоров 2019 (Лейбниц) — ;
- Этап Кубка Европы среди юниоров 2019 (Линьяно) — ;
- Этап Кубка Европы среди юниоров 2019 (Санкт-Петербург) — ;
- Этап Кубка Европы среди юниоров 2019 (Прага) — ;
- Этап Кубка Азии среди юниоров 2019 (Иссык-Куль) — ;
- Первенство Европы среди юниоров 2020 (Пореч) — ;
- Первенство Европы среди молодёжи 2021 (Будапешт) — ;
- Чемпионат России по дзюдо 2021 — ;
- Большой шлем Абу-Даби 2021 — ;
- Дзюдо на Всероссийской спартакиаде 2022 — ;
- Большой шлем Душанбе 2024 — ;